# Liste österreichischer Eishockeyvereine zwischen 1920 und 1938
In Österreich gab es in der Zeit von 1920 bis 1938 zwei Eishockeyvereinigungen. Man sprach vom Eishockey der Arbeiter und der Bürgerlichen. Unter Eishockeyvereine des Arbeitersports in Österreich findet man alle im Arbeitersport aktiven Vereine. Die Bürgerlichen hatten ihre Eishockeyvereine im österreichischen Eishockeyverband angemeldet. Diese Liste bezieht sich auf dessen Verbandsmitglieder.

## Einführung
Die Eishockeyvereine sind mit dem Namen aufgeführt, der Grundlage ihrer Aufnahme in den Verband war, beispielsweise Wiener Eislauf Verein oder Pötzleinsdorfer Sport Klub. Bei Veröffentlichungen wird häufig ein leicht geänderter oder verkürzter Name verwendet, der nicht immer konsistent ist. Bei Jahrestabellen ist die Kurzbezeichnung bei Einzelbuchstaben mit Punkten versehen: W.E.V. oder P.S.K. Überwiegend werden die Kurzbezeichnungen jedoch ohne Punkte geschrieben, also WEV oder PSK. Da auch die Zeitungen in Österreich unterschiedliche Bezeichnungen verwendeten, ist hier die überwiegende allgemeine Bezeichnung in die Liste übernommen worden. Auch änderten sich die Bezeichnungen im Laufe der Jahre beim Eishockeyverband, manchmal selbst in einer Aufstellung auf der gleichen Seite.
Nach der Art der Mitgliedschaft als ordentliches bzw. außerordentliches Mitglied oder Schutzverein wird hier nicht unterschieden. Auch Vereine, die kein Mitglied im Verband waren, aber gegen die die Verbandsmitglieder spielten, sind aufgenommen worden. Die Quellenlage für den Anfang der 1920er Jahre und davor sind unvollständig.
So kann manches Gründungsdatum nicht ermittelt werden. Durch den Anschluss Österreichs 1938 wurde die Berichterstattung zum Eishockey stark eingeschränkt. Nur noch von einzelnen großen Vereinen wird berichtet. Die Sportzeitschrift "SportTagblatt" wurde 1938 schließlich eingestellt. So ist vielfach auch nicht bekannt, ob die Vereine weiter spielen konnten oder ihre Tätigkeit einstellten.

## Eishockeyvereine in Österreich
| Vereinsname                                                                                              | Kurzbezeichnung          | Gründung          | Verbandszugehörigkeit                | Bundesland       | Bemerkung                                                                    |
| --- | ------------------------ | ----------------- | ------------------------------------ | ---------------- | ---------------------------------------------------------------------------- |
| Klub der Absolventen der BEA Österreichs Alt-Turm                                                        | Alt-Turm                 | 1933              | Dezember 1933 – 27. November 1937    | Wien             |                                                                              |
| Arbeiterbildungsverein Alsergrund                                                                        | ABV Alsergrund           | 1935              | Januar 1936 – November 1936          | Wien             |                                                                              |
| Cottage Eislaufverein                                                                                    | CEV                      | 1913              | 1920 – November 1934                 | Wien             |                                                                              |
| Eishockeyclub Breitensee                                                                                 | Breitensee               | 1934              | Dezember 1934 – November 1935        | Wien             |                                                                              |
| EK Brigittenau                                                                                           | Brigittenau              | 1934              | November 1934 –                      | Wien             |                                                                              |
| Eishockeyklub Engelmann                                                                                  | EKE                      |                   | ab 21. November 1932                 | Wien             | Rechtsnachfolger des Pötzleinsdorfer Sport Klub                              |
| Eishockey Klub Meidling                                                                                  | Meidling                 | 1935              | Januar 1936 –                        | Wien             |                                                                              |
| Eishockeysektion Arsenal im Gewerkschaftsbund                                                            | Arsenal                  | 1931              | Januar 1935 – Dezember 1936          | Wien             |                                                                              |
| Floridsdorfer Athletiksport-Club                                                                         | FAC                      | 1924 ?            | ? – Dezember 1929                    | Wien             | Übernahme der gesamten Sektion Eishockey durch den SK Siemens im Herbst 1929 |
| Kaufmännischer Sportklub Fair                                                                            | Fair                     | 1927              | November 1928 –                      | Wien             |                                                                              |
| K.C.V. Slovan                                                                                            | Slovan                   | 1934              | November 1934 –                      | Wien             |                                                                              |
| Österreichische Lehrer-Sportvereinigung                                                                  | ÖLehrer                  | 1916              | ? – Dezember 1928                    | Wien             | Nachfolger der Eishockeysektion ist der Wiener Eishockey Club                |
| Österreichischer Wintersportclub                                                                         | ÖWSC                     | 1904              | ab Januar 1927                       | Wien             | in der Saison 1934/35 umbenannt in ÖWSC-WAF, dann wieder ÖWSC                |
| Palmers Klub                                                                                             | Palmers                  | 1934              | November 1934 – Oktober 1936         | Wien             |                                                                              |
| Polizeisportvereinigung Wien                                                                             | PSV                      | 1930              | November 1930 – November 1933        | Wien             |                                                                              |
| Pötzleinsdorfer Sportklub                                                                                | PSK                      | 1922              | ? – 21. November 1932                | Wien             | Rechtsnachfolger ist der EKE in Wien                                         |
| Reichsbund der katholischen-deutschen Jugend Österreichs                                                 | Rbd Wien oder Reichsbund | 1925              | Oktober 1928 – November 1936         | Wien             |                                                                              |
| Sportclub Bernhard Altmann                                                                               | Altmann                  | 1930              | Dezember 1930 – 1935                 | Wien             |                                                                              |
| Sportclub Hakoah                                                                                         | Hakoah                   | 1923 ?            | bis 1935                             | Wien             |                                                                              |
| Sportklub Hertha                                                                                         | Hertha                   | 1925              | November 1925 – Februar 1929         | Wien             |                                                                              |
| Sportclub Nicholson                                                                                      | Nicholson                | 1922              | bis November 1926                    | Wien             |                                                                              |
| Sportclub Red Star                                                                                       | Red Star                 | unbekannt         | bis 1926                             | Wien             |                                                                              |
| Sportklub Siemens                                                                                        | Siemens                  | 1929              | Dezember 1929 – 21. Dezember 1937    | Wien             |                                                                              |
| Sportsektion Merkur                                                                                      | Merkur                   | 1934              | November 1934 –                      | Wien             |                                                                              |
| Training Eis Klub                                                                                        | Training EK              | ?                 | ? – 1926                             | Wien             |                                                                              |
| Training Eisclub                                                                                         | TEC                      | 1930              | Januar 1931 – November 1932          | Wien             |                                                                              |
| Turnverein Sokol Viden XX                                                                                | Sokol                    | 1933              | 1933 – 1936                          | Wien             |                                                                              |
| Verein für Bewegungsspiele                                                                               | VfB                      | ?                 | ? – 13. November 1934                | Wien             |                                                                              |
| Verein für Sport und Körperkultur des Gewerkschaftsbundes der österreichischen Arbeiter und Angestellten | Gewerkschaftsbund        |                   | Dezember 1934 –                      | Wien             |                                                                              |
| Verein Kunsteisbahn am Sportplatz Engelmann                                                              | Verein Engelmann         | 1914              | ? – Okt. 1928                        | Wien             |                                                                              |
| Währinger Jugendspielverein                                                                              | Währing                  | 1925              | Januar 1926 – Oktober 1928           | Wien             | Ortsgruppe des Wiener Jugendfürsorge Verein, weiter als EHC Währing          |
| Eishockey-Club Währing                                                                                   | EHC Währing              |                   | Oktober 1928 – Dezember 1930         | Wien             | weiter als HC Währing                                                        |
| Hockeyclub Währing                                                                                       | HC Währing               |                   | Dezember 1930 – 18. Dezember 1936    | Wien             |                                                                              |
| Wiener Allround Sportclub                                                                                | Allround                 | 1927              | Oktober 1928 – 1934                  | Wien             |                                                                              |
| Wiener Amateur Sportverein                                                                               | Amateure                 | 1911              | unbekannt                            | Wien             |                                                                              |
| Wiener Athletiksport-Club                                                                                | WAC                      | 1920              | unbekannt                            | Wien             |                                                                              |
| Wiener Bewegungssport-Club                                                                               | WBC                      | 1912              | unbekannt                            | Wien             |                                                                              |
| Wiener Eishockey-Club                                                                                    | WEC                      | 1928              | 16. Dezember 1928 – 1. Dezember 1933 | Wien             |                                                                              |
| Wiener Eishockey-Verein                                                                                  | WEHV                     | 1935              |                                      | Wien             |                                                                              |
| Wiener Eislauf Verein                                                                                    | WEV                      | 25. Januar 1914   | ab 25. Januar 1914                   | Wien             | ab 18. Dezember 1936 war nur noch die Eishockeysektion Mitglied des Verbands |
| Wiener Hockey Verein                                                                                     | WHV                      | 1925              | November 1925 – 1929                 | Wien             | 1929 vom Verband gestrichen                                                  |
| Wiener Gymnastik Club                                                                                    | Gymnastik                | 1934              | November 1934 –                      | Wien             |                                                                              |
| Wiener Sportklub Ursus                                                                                   | Ursus                    | 1933              | ? – 1936                             | Wien             |                                                                              |
| Wiener Sportvereinigung                                                                                  | WSpV                     | 1934              | November 1934 – 2. Februar 1936      | Wien             | weiter als WSpVStrssbhn                                                      |
| Wiener Sport Vereinigung/Straßenbahn                                                                     | WSpVStrssbhn             |                   | 2. Februar 1936 – 30. November 1937  | Wien             | weiter als Sportvereinigung der Straßenbahner Wiens                          |
| Sportvereinigung der Straßenbahner Wiens                                                                 | Straßenbahn              |                   | 30. November 1937 –                  | Wien             |                                                                              |
| Linzer Bicycle Club                                                                                      | Linzer BC                | 1927              | November 1927 – Oktober 1936         | Oberösterreich   |                                                                              |
| Linzer Tennis- und Eissportverein                                                                        | Linzer ETV               | Oktober 1936      | Oktober 1936 –                       | Oberösterreich   |                                                                              |
| Gmundner Schwimmclub 1920                                                                                | Gmunden                  | 1928              | 1929 – 15. Dezember 1933             | Oberösterreich   |                                                                              |
| Eislaufverein Gmunden                                                                                    | EV Gmunden               | 15. Dezember 1933 | 15. Dezember 1933 – 1936             | Oberösterreich   |                                                                              |
| SK Amateure Steyr                                                                                        | Amateure Steyr           | 1934              | November 1934 – Oktober 1936         | Oberösterreich   | 1936 Umbenennung in Sportklub Amateure Steyr-Daimler-Puch                    |
| Sportvereinigung Korneuburg                                                                              | Korneuburg               | 1923              | 1923 – Februar 1929                  | Niederösterreich |                                                                              |
| Mödlinger EC                                                                                             | MEC                      | 1928              | ab Oktober 1928                      | Niederösterreich |                                                                              |
| Eislauf Verein Stockerau                                                                                 | Stockerau                | 1924              | Dezember 1925 –                      | Niederösterreich |                                                                              |
| Eislaufverein St. Pölten                                                                                 | EV St. Pölten            | 1925              | November 1925 – 1936                 | Niederösterreich |                                                                              |
| Reichsbund St. Pölten                                                                                    | Rbd St. Pölten           | 1933              | 1933 – 30. November 1936             | Niederösterreich |                                                                              |
| Reichsbund Mauer                                                                                         | Rbd Mauer                | 1933              | November 1934 – 1935                 | Niederösterreich |                                                                              |
| Sportklub St. Pölten                                                                                     | SK St. Pölten            | 1925              | Februar 1926 – November 1927         | Niederösterreich |                                                                              |
| Sportverein Enzian                                                                                       | Enzian                   | 1927              | Dezember 1927 – 1. Oktober 1931      | Niederösterreich |                                                                              |
| Sportverein Hollabrunn                                                                                   | Hollabrunn               | 1928              | 1929 – 1933                          | Niederösterreich |                                                                              |
| Eislaufverein Klosterneuburg                                                                             | Klosterneuburg           | 1937              | Dezember 1937 –                      | Niederösterreich |                                                                              |
| Akademischer Eislauf Klub Graz                                                                           | AkEK Graz                | 1925              | 1925 – Dezember 1926                 | Steiermark       |                                                                              |
| Brucker Bicycle-Club                                                                                     | Bruck                    | 1927              | November 1927 – 30. März 1931        | Steiermark       |                                                                              |
| Deutscher Sportverein Leoben                                                                             | Leoben                   | 1927              | 1927 –                               | Steiermark       |                                                                              |
| Grazer Eissport Verein                                                                                   | GEV                      | Dezember 1926     | Dezember 1926 –                      | Steiermark       |                                                                              |
| Grazer Athletiksport-Klub                                                                                | GAK                      | 1925              | Dezember 1926 – 29. November 1935    | Steiermark       |                                                                              |
| Sportklub Graz                                                                                           | SK Graz                  | 1930              | 1930 – Dezember 1931                 | Steiermark       |                                                                              |
| Grazer Mittelschüler Sportvereinigung                                                                    |                          | 1927              | Januar 1928 – 16. November 1928      | Steiermark       |                                                                              |
| Körpersportklub Graz                                                                                     | KSK Graz                 | 5. Dezember 1934  | 5. Dezember 1934 – Oktober 1936      | Steiermark       |                                                                              |
| Eishockey-Klub Graz                                                                                      | EHK Graz                 | Oktober 1936      | Oktober 1936 – 30. November 1937     | Steiermark       |                                                                              |
| Kapfenberger Sportclub                                                                                   | Kapfenberg               | 1927              | Januar 1928 –                        | Steiermark       |                                                                              |
| Sport- und Kunstverein Kastner & Öhler                                                                   | Kastner & Öhler          | 1927              | Januar 1928 – 5. Dezember 1934       | Steiermark       |                                                                              |
| Sportverein Donawitz                                                                                     | Donawitz                 | 1934              | November 1934 – 1936                 | Steiermark       |                                                                              |
| Wintersportverein Mariazell                                                                              | Mariazell                | 1927              | 1929 – 2. Dezember 1937              | Steiermark       |                                                                              |
| Villacher Sport Verein                                                                                   | Villach oder VSV         | 1922              | 1923 – 1932 seit 1935                | Kärnten          |                                                                              |
| Klagenfurter Athletiksport-Club                                                                          | KAC                      | 1924              | seit 1927 –                          | Kärnten          |                                                                              |
| Innsbrucker Athletiksport-Club                                                                           | IAC                      | 1927              | November 1927 – 1934                 | Tirol            |                                                                              |
| Innsbrucker Eislaufverein                                                                                | IEV                      | 1925              | Dezember 1925 – 1936                 | Tirol            |                                                                              |
| Kitzbüheler Sportklub                                                                                    | Kitzbühel                | 1923              | Dezember 1924 – 1933                 | Tirol            | weiter als Eislaufverein Kitzbühel                                           |
| Eislaufverein Kitzbühel                                                                                  | Kitzbühel                | 1931              | Oktober 1933 – 8. Dezember 1934      | Tirol            | weiter als Kitzbüheler EC                                                    |
| Kitzbüheler Eishockeyclub                                                                                | Kitzbühel                |                   | 8. Dezember 1934 –                   | Tirol            |                                                                              |
| Salzburger Eislauf- und Tennisclub                                                                       | Salzburger ETC           | 1924              | Dezember 1927 –                      | Salzburg         |                                                                              |
| Eislauf- und Tennisklub Zell am See                                                                      | Zell am See              | 1928              | 1929 – 20. Oktober 1937              | Salzburg         |                                                                              |